# Кресты (Шаблыкинский район)
Кресты — деревня в составе Хотьковского сельского поселения Шаблыкинского района Орловской области России.

## География
Находится в 15 км от трассы Орёл — Брянск.

## История
Деревня была оккупирована немцами в октябре 1941 года и освобождена 12 августа 1943 года 28-м зенитным артиллерийским дивизионом 1355-го зенитного артиллерийского полка 63-й армии
В настоящее время (2017) в самой деревне не осталось постоянно живущих людей. Рядом с деревней находится старое кладбище.

## Население
| 2010 |
| ---- |
| 0    |